# El circo de Marrone
El circo de Marrone fue un programa cómico iniciado en 1967 y conducido por el capocómico José Marrone Era emitido semanalmente por Canal 13 y luego por Canal 11.

## Historia
Luego de la gran aceptación que tuvo Los trabajos de Marrone en cuyo sketch ya tenía incluido el circo, la producción del Canal decidió hacer de este scketch un programa semanal, así nació El circo de Marrone estrenado el 6 de abril de 1967 y que se emitió todos los jueves primero a las 20.30 y luego las 21, cuya productora era Proartel. Con libretos de Gius, escenografía de Caldentey, iluminación de Néstor Montalenti y José V. Barcia. Y la dirección: Luis A. Weintraub.
El programa presentaba un show cómico- musical, divertido y sano tanto para el público infantil como el adulto. Payasos, malabaristas, equilibristas, bailarines, magos y los mejores números musicales acompañaban al payaso "Pepitito", un personaje de peluca, sombrero y nariz redonda y colorada, en sus alocadas aventuras. Algunos de sus populares scketches fueron La escuelita y La filmación.
En 1972 presentaron en su nueva temporada en Mar del Plata el scketch Títeres en el Ring una parodia del programa Titanes en el Ring de Martín Karadagian.
Se hicieron muy conocidas sus frases "¡Cheé!" y "Me saco el saco y me pongo el pongo". También es recordado el papel de "La cieguita" interpretado por la vedette Juanita Martínez y su compañero payaso "Scazziotta" encarnado por Carlos Scazziotta con su gran amigo de ruta, aquel perrito de trapo que llamó "Violeta" y lo hacía saltar para luego atraparlo, inventando así una frase que se hizo popular en aquel momento "salta Violeta". A este elenco se integró Coqui Marrone, la hija que tuvo el capocómico con Rosa, su primera mujer. Los "enanitos de oro" eran los inmanejables enanos payasos Nicola y Coli y la actriz y vedette Mariquita Gallegos se lucía con sus temas musicales.

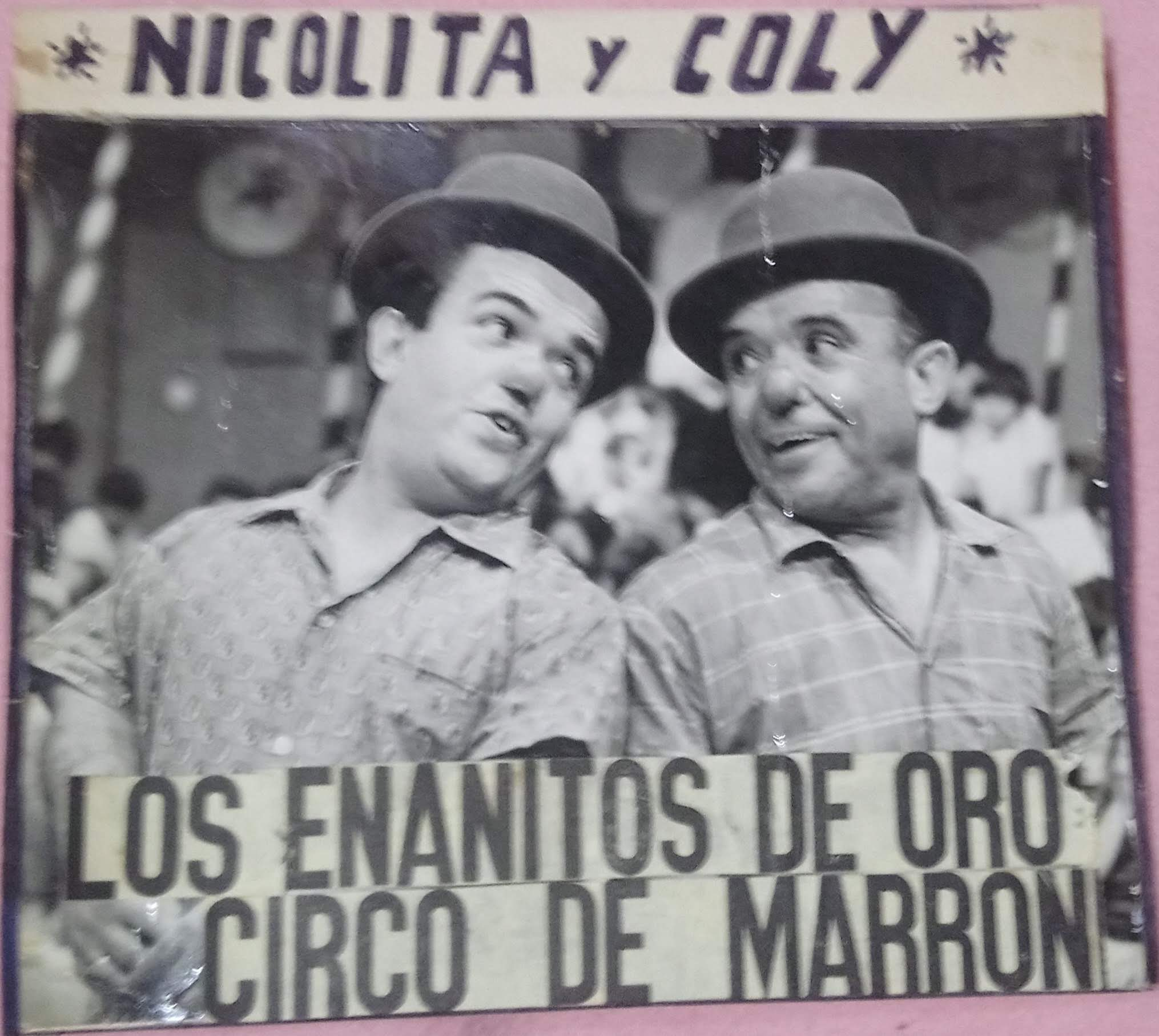

Entre sus invitados figuran la vedette Amelita Vargas y el grupo folclórico Los Fronterizos.
El programa fue pasando por diferentes canales a lo largo de tres décadas. Desde 1967 hasta 1970 lo hizo por Canal 13, luego pasó a Canal 9 solo por 1971 con dirección de Nicolás del Boca. En 1972 volvió por tres meses a Canal 13, después le siguió Canal 7 en 1977 y culminó en Canal 11 en 1985.

## Elenco
- José Marrone
- Juanita Martínez
- Mariquita Gallegos
- Carlos Scazziotta
- Nicolás Cordasco (Nicolita) y Nicolás Cordasco Jr.(Coli) (payasos)
- Eladio Tomas Zanola ("Zaeta") (acróbata)
- Horacio Zanola ("Zaeta Jr")
- Coqui Marrone
- Zulma Grey
- Nelly Más García
- Trick y Tracke
- Oscar Valicelli
- Susana Rubio
- Mario Sapag
- Graciela Butaro
- Katia Iaros
- Tapita
- Juan Carlos García
- Gelabert
- Humbert
- Pacucita
- Miguel Fontes
- Vicente Quintana (Anacleto)
- Hugo Dardo
- Diana Rutkus
- Oscar Videla
- Los yerkley (malabaristas)
- Los magos Rhandi, René Lavand y Ray Patrick
- Los Arribeños
- Luisito Rey
- Raphael (Invitado internacional)

EQUIPO TÉCNICO:(En Canal 13):
*Libro: Gius
*Dirección musical: Mike Rivas
*Reggiseur; Julio Sandoival
*Escenografía: Caldentey
*Iluminación: Néstor Montalenti - José V. Barcia
*Dirección: Luis A. Weintraub